# Сокольники (Дзержоньовський повіт)
Сокольники (пол. Sokolniki, нім. Wättrisch) — село в Польщі, у гміні Лаґевники Дзержоньовського повіту Нижньосілезького воєводства.
Населення — 271 особа (2011).
У 1975-1998 роках село належало до Вроцлавського воєводства.

## Демографія
Демографічна структура станом на 31 березня 2011 року:
|          | Загалом | Допрацездатний вік | Працездатний вік | Постпрацездатний вік |
| -------- | ------- | ------------------ | ---------------- | -------------------- |
| Чоловіки | 151     | 30                 | 108              | 13                   |
| Жінки    | 120     | 20                 | 76               | 24                   |
| Разом    | 271     | 50                 | 184              | 37                   |